# Mardan-Stadion
Das Mardan-Stadion ist ein Fußballstadion und befindet sich im Mardan-Sportkomplex in der türkischen Stadt Aksu, Provinz Antalya.

## Geschichte
Das Stadion wurde 2008 eröffnet und bietet Platz für 7.428 Zuschauer. Das Stadion ist im Besitz des Hotels Mardan Palace und wurde zeitweise auch von Antalyaspor genutzt. In der Spielstätte, welche auch für Länderspiele vorgesehen ist, wurde bis jetzt nur ein Länderspiel absolviert. Am 10. Oktober 2008 fand hier das Relegationshinspiel zur Qualifikation der U-21-Fußball-Europameisterschaft 2009 zwischen der Türkei und Belarus (1:0) statt. Im Februar 2024 wurde hier außerdem das Finale des Kasachischen Superpokals zwischen Tobyl Qostanai und Ordabassy Schymkent (6:5 n. E.) ausgetragen. Das Stadion erfüllt alle UEFA-Kriterien.

## Spiele der U-17-Fußball-EM 2008 im Mardan-Stadion
Bei der U-17-Fußball-Europameisterschaft 2008 diente das Stadion als eine von drei Spielstätten und war Austragungsort von acht Spielen.
- 4. Mai 2008, Gruppe B, 15:00 Uhr:  Frankreich –  Irland 2:1 (0:0)
- 4. Mai 2008, Gruppe A, 18:00 Uhr:  Türkei –  Niederlande 3:0 (1:0)
- 7. Mai 2008, Gruppe A, 16:00 Uhr:  Türkei –  Schottland 1:0 (1:0)
- 7. Mai 2008, Gruppe B, 19:00 Uhr:  Frankreich –  Spanien 3:3 (2:2)
- 10. Mai 2008, Gruppe A, 16:00 Uhr:  Niederlande –  Schottland 2:0 (1:0)
- 10. Mai 2008, Gruppe B, 19:00 Uhr:  Irland –  Spanien 1:3 (1:0)
- 13. Mai 2008, Halbfinale, 17:30 Uhr:  Türkei –  Frankreich 1:1 n. V., 3:4 i. E.
- 16. Mai 2008, Finale, 18:30 Uhr:  Frankreich –  Spanien 0:4 (0:1)